# Maughan Könyvtár
A Maughan Library and Information Services Centre (magyarul Maughan Könyvtár és Információszolgáltató Központ) (gyakrabban emlegetett nevén a The Maughan Library) a City Chancery Lane-én található XIX. századi neogótikus épület. Régebben itt volt a Public Record Office, központja, melyet gyakran neveztek "a birodalom páncélszekrényének". Jelenleg a King's College London legnagyobb könyvtára, mely hivatalosan a strandi kampuszhoz tartozik. A II. védettségi csoportba sorolt épületet Sir James Pennethorne tervei alapján 1851 és 1858 között építették. A könyvtáron belül van a nyolcszögletű Kerek Olvasóterem, melyet a British Museumban lévő alapján készítettek el. Nyugati szobájában katedrálüvegből készült ablakok, hatalmas mozaikokból kirakott járólap és három szobor van. Utóbbiak közé tartozik egy fontos reneszánsz terrakotta alak is, amit Pietro Torrigiano készített John Yonge jogászról, ki 1516-ban halt meg. A könyvtárat Sir Deryck Maughanról, a King’s egyik végzett hallgatójáról nevezték el, aki 4 000 000 fontot adományozott az új könyvtár létrehozásához.
Gyűjteménye több mint 750 000 darabos. Ezek között vannak könyvek, folyóiratok, Cd lemezek, felvételek, DVD-k, szakdolgozatok és dolgozatok is. Ezek az anyagok az iskola négy karáról – a Bölcsészettudományi, Jogi, Fizikai és Műszaki valamint a Társadalomtudományi és Közpolitikai karról – kerültek ide. Itt vannak a Feljogosított Adózási Intézet valamint a londoni, teológiai Sion College 1850 előtti iratai.  Mindezen felül a könyvtárban van még több mint 150 000, a BBC-től 2001-ben kapott 78 rpm-es lemezek. Mindezen felül 2007-ben a könyvtár megkapta a brit külügyi és nemzetközösségi hivatal történelmi gyűjteményét, melyben többek között ott van a briteknek az 1812-ben az Amerikai Egyesült Államoknak küldött hadüzenete.
Az épület ad otthont a Foyle Speciális Gyűjteménykönyvtárnak, ahol több mint  "110 000 nyomtatvány és több száz térkép, tárgylemez, hangfelvétel és néhány kézirat" volt. Ezen kéziratok között van a Brit Zene Carnegie Gyűjteménye. Ez egy olyan gyűjtemény, mely eredeti, aláírt kéziratokat őriz, melyek között több olyan híres művészé is megvan, akiket a filantróp Andrew Carnegie támogatott.

## Fordítás
- Ez a szócikk részben vagy egészben  a   The Maughan Library című angol Wikipédia-szócikk ezen változatának fordításán alapul.  Az eredeti cikk szerkesztőit annak laptörténete sorolja fel. Ez a jelzés csupán a megfogalmazás eredetét és a szerzői jogokat jelzi, nem szolgál a cikkben szereplő információk forrásmegjelöléseként.

## Külső hivatkozások
- King's College London
- A Maughan Könyvtár honlapja Archiválva 2009. augusztus 5-i dátummal a Wayback Machine-ben
- Foyle Speciális Gyűjteménye
- City of London